# سردابه یام
سردابه یام مربوط به اواخرقرن ۷ ه.ق است و در شهرستان خوشاب، بخش مشکان، روستای یام واقع شده و این اثر در تاریخ ۲۵ آذر ۱۳۷۵ با شمارهٔ ثبت ۱۸۱۵ به‌عنوان یکی از آثار ملی ایران به ثبت رسیده‌است.